# VisiCalc

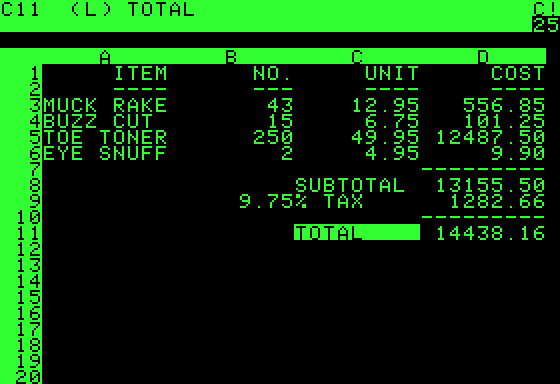
第一款商用試算表軟體VisiCalc是標準的殺手級應用，帶動了蘋果電腦和PC的進入家庭和中小公司，從而塑造了整個民用電腦產業

VisiCalc是世界上第一套電子試算表软件，由丹·布李克林和鮑伯·法蘭克斯頓發展而成。VisiCalc1979年10月跟著蘋果二號電腦推出，成為蘋果二號電腦上的「殺手應用軟體」，布李克林回憶：「當我們向一家波士頓的電腦公司推銷VisiCalc的時候，業務代表看了只是覺得有點興趣，但店裡的會計看了幾乎興奮地顫抖起來。」但是在微軟的Multiplan推出，再加上Lotus 1-2-3的火紅，Microsoft的Excel出現之後，VisiCalc已經被人所淡忘。
VisiCalc在六年內售超過700,000份。

## 资料来源
1. ↑  Secrets of Software Success: Management Insights from 100 Software Firms Around the World, ISBN 1578511054 (1999)